# ليسل (إلينوي)
ليسل (بالإنجليزية: Lisle)‏ هي منطقة سكنية تقع في الولايات المتحدة في إلينوي. يقدر عدد سكانها بـ 22,930 نسمة .

## التركيبة السكانية
حدّد مكتب تعداد الولايات المتحدة بيانات التركيبة السكانية لليسل في تعداد الولايات المتحدة. في ما يلي، التركيبة السكانية حسب تعدادي 2000 و2010.

### تعداد عام 2000
بلغ عدد سكان ليسل 21,182 نسمة بحسب تعداد عام 2000، وبلغ عدد الأسر 8,663 أسرة وعدد العائلات 5,242 عائلة مقيمة في القرية. في حين سجلت الكثافة السكانية 1,155 نسمة لكل كيلومتر مربع (2,991.4/ميل2). وبلغ عدد الوحدات السكنية 8,997 وحدة بمتوسط كثافة قدره 490.6 لكل كيلومتر مربع (1,270.6/ميل2).
وتوزع التركيب العرقي للقرية بنسبة 83.38% من البيض و3.47% من الأمريكيين الأفارقة و0.19% من الأمريكيين الأصليين و9.79% من الأمريكيين ذوي الأصول الآسيوية و0.03% من سكان جزر المحيط الهادئ و1.68% من الأعراق الأخرى و1.47% من عرقين مختلطين أو أكثر و5.49% من الهسبانيون أو اللاتينيون من أي عرق.
بلغ عدد الأسر 8,663 أسرة كانت نسبة 32.6% منها لديها أطفال تحت سن الثامنة عشر تعيش معهم، وبلغت نسبة الأزواج القاطنين مع بعضهم البعض 50.8% من أصل المجموع الكلي للأسر، ونسبة 6.9% من الأسر كان لديها معيلات من الإناث دون وجود شريك،  بينما كانت نسبة 2.9% من الأسر لديها معيلون من الذكور دون وجود شريكة وكانت نسبة 39.5% من غير العائلات. تألفت نسبة 31.7% من أصل جميع الأسر من عدة أفراد يعيشون في نفس المنزل ونسبة 6.1% كانت تتألف من شخص يعيش بمفرده يبلغ من العمر 65 عاماً أو أكثر. وبلغ متوسط حجم الأسرة المعيشية 2.42، أما متوسط حجم العائلات فبلغ 3.15.
بلغ العمر الوسطي للسكان 34.7 عاماً. وكانت نسبة 24.4% من القاطنين تحت سن الثامنة عشر، وكانت نسبة 8.8% بين الثامنة عشر والرابعة والعشرين عاماً، ونسبة 35.4% كانت واقعةً في الفئة العمرية ما بين الخامسة والعشرين والرابعة والأربعين عاماً، ونسبة 23.3% كانت ما بين الخامسة والأربعين والرابعة والستين، ونسبة 7.2% كانت ضمن فئة الخامسة والستين عاماً فما فوق. يوجد لكل 100 أنثى 101.3 ذكر، ويوجد لكل 100 أنثى في الثامنة عشر من عمرها فما فوق 99.5 ذكر.
بلغ متوسط دخل الأسرة في القرية 65,653 دولارًا، أما متوسط دخل العائلة فبلغ 86,733 دولارًا. وكان متوسط دخل الذكور 56,006 دولارًا مقابل 36,970 دولارًا للإناث. وسجل دخل الفرد الخاص بالقرية 35,198 دولارًا. وكانت نسبة 1.7% من العائلات ونسبة 3.6% من السكان تحت خط الفقر، وكان من هؤلاء نسبة 3.6% تحت سن الثامنة عشر ونسبة 8.5% في الخامسة والستين من العمر وما فوق.

### تعداد عام 2010
بلغ عدد سكان ليسل 22,390 نسمة بحسب تعداد عام 2010، وبلغ عدد الأسر 9,304 أسرة وعدد العائلات 5,444 عائلة مقيمة في القرية. في حين سجلت الكثافة السكانية 1,220.8 نسمة لكل كيلومتر مربع (3,161.9/ميل2). وبلغ عدد الوحدات السكنية 9,915 وحدة بمتوسط كثافة قدره 540.6 لكل كيلومتر مربع (1,400.1/ميل2).
وتوزع التركيب العرقي للقرية بنسبة 77.68% من البيض و5.63% من الأمريكيين الأفارقة و0.09% من الأمريكيين الأصليين و11.94% من الأمريكيين ذوي الأصول الآسيوية و0.04% من سكان جزر المحيط الهادئ و2.47% من الأعراق الأخرى و2.15% من عرقين مختلطين أو أكثر و7.55% من الهسبانيون أو اللاتينيون من أي عرق.
بلغ عدد الأسر 9,304 أسرة كانت نسبة 28.4% منها لديها أطفال تحت سن الثامنة عشر تعيش معهم، وبلغت نسبة الأزواج القاطنين مع بعضهم البعض 46.9% من أصل المجموع الكلي للأسر، ونسبة 8.2% من الأسر كان لديها معيلات من الإناث دون وجود شريك،  بينما كانت نسبة 3.4% من الأسر لديها معيلون من الذكور دون وجود شريكة وكانت نسبة 41.5% من غير العائلات. تألفت نسبة 33.9% من أصل جميع الأسر من عدة أفراد يعيشون في نفس المنزل ونسبة 8.6% كانت تتألف من شخص يعيش بمفرده يبلغ من العمر 65 عاماً أو أكثر. وبلغ متوسط حجم الأسرة المعيشية 2.32، أما متوسط حجم العائلات فبلغ 3.05.
بلغ العمر الوسطي للسكان 37.2 عاماً. وكانت نسبة 21% من القاطنين تحت سن الثامنة عشر، وكانت نسبة 11% بين الثامنة عشر والرابعة والعشرين عاماً، ونسبة 28.5% كانت واقعةً في الفئة العمرية ما بين الخامسة والعشرين والرابعة والأربعين عاماً، ونسبة 28.6% كانت ما بين الخامسة والأربعين والرابعة والستين، ونسبة 10.9% كانت ضمن فئة الخامسة والستين عاماً فما فوق. وتوزع التركيب الجنسي للسكان بنسبة 49.4% ذكور و50.6% إناث.

## أعلام
- جوي مورتون
- فرانك كامينسكي